# Charitas
El barrio de Charitas es un barrio del municipio de Niterói, Brasil. En la playa de Charitas se ubica la estación hidroviária de Charitas, terminal de los transbordadores que la unen con la Plaza XV y compone el conjunto arquitectónico turístico-cultural del Camino Niemeyer que recorre toda la orilla de la ciudad entre el Centro y la zona sur. 